# Caroline Rask
Caroline Rask (25 maggio 1994) è una calciatrice danese, centrocampista del PSV.

## Carriera

### Nazionale
Caroline Rask viene convocata dalla Federcalcio danese (DBU) per rappresentare la nazione vestendo la maglia delle giovanili danesi, passando dalla Under-16, dove gioca dal 2009 fino a raggiunti limiti di età, per passare poi alle formazioni Under-17, Under-19 e, dal 2015, nella nuova Under-23.
Grazie alle sue prestazioni nelle giovanili, nel 2015 è inserita in rosa nella nazionale maggiore, selezionata per vestire la maglia della Danimarca impegnata nell'edizione 2015 dell'Algarve Cup, dove fa il suo esordio il 9 marzo 2015 nella partita pareggiata per 2-2 con la Portogallo, autrice anche della rete del parziale 2-0 al 70'.

## Palmarès
- Campionato danese: 3

Fortuna Hjørring: 2013-2014, 2015-2016, 2017-2018
- Coppa di Danimarca: 2

Fortuna Hjørring: 2015-2016, 2018-2019